# モグモグ風林火山
モグモグ風林火山（ -ふうりんかざん）は、2002年にネットが開発・販売したパチスロ機。

## 概要
ゲームメーカーのテクモとのコラボレーション作品第一弾として登場。モグラ叩きで天下統一を目指すというストーリーを中心に演出が施された。プレイヤーはMOGUの国の武将こと武田モグ玄となって、全国の名だたる武将とモグラ叩きで対決し陣地を増やすというストーリーになっている。武将を倒せばボーナス確定で、ボーナス終了後はその陣地がMOGUの国の陣地となる。時々、制圧した陣地で一揆が起きることもあり、一揆を鎮圧すればボーナス確定で陣地を防衛できるが、負けた場合は元居た武将の陣地として戻る。すべての陣地がMOGUの国になると「全国制覇」と液晶に表示される。
本機は、当時としては珍しく大量獲得+ストック機として登場した。天井は1216Gと大量獲得機としても甘めであった。演出頻度をプレイヤーが決められるようになっている。
ビッグボーナス中は、3連モグ玄を狙うことで簡単に15枚獲得でき、リプレイはずしも同様に狙えば75％外せるという初心者も楽しめるように配慮してある。上級者向けに、2連青7をビタ押しで狙えば100％外せるうえに15枚獲得できるという技術介入要素があった。
液晶の楽しさ、技術介入効果の高さ、更には、ハマリ台を打てば勝てるというゲーム性に、爆裂機時代全盛期であったにもかかわらず若者を中心に人気を集め、ヒットを収めた。2006年には後継機種として『真・モグモグ風林火山』も登場している。